# بارتلزویل (اکلاهما)
بارتلزویل(به انگلیسی: Bartlesville) شهری در ایالت اکلاهما کشور ایالات متحده آمریکا است که جمعیت آن در سرشماری سال ۲۰۱۰ میلادی، ۳۵٬۷۵۰ نفر بوده‌است.